# Elena Nicolai
Elena Nicolai, nome d'arte italianizzato di Elena Stojanka Savova Nikolova (in bulgaro Елена Стоянка Савова Николова?; Cerovo, 24 gennaio 1905 – Milano, 23 ottobre 1993), è stata un mezzosoprano e un'attrice bulgara naturalizzata italiana.

## Biografia
Nacque in un piccolo centro rurale a circa 50 km a nord-est di Sofia, ma crebbe nel vicino comune di Panagjurište. Dopo essersi diplomata al college americano di Simeonovo, prese lezioni di canto private con Ivan Vulpe sperando nell'ammissione al conservatorio di Sofia, dove però fu respinta per le lacune in solfeggio e pianoforte. Emigrò allora negli Stati Uniti presso il fratello, dove affiancò all'attività lavorativa gli studi di filosofia e lingua italiana presso l'Oberlin Conservatory of Music.
Dopo aver ripreso gli studi di canto a Genova, nel 1930 venne ammessa al conservatorio di Milano dove si perfezionò con Vincenzo Maria Pintorno. Debuttò in modo non troppo felice nel 1932 come Maddalena in Rigoletto, ma continuò tuttavia a studiare, esordendo ufficialmente con il nome d'arte di Elena Nicolai nel 1938 al Teatro San Carlo di Napoli, come Annina ne Il cavaliere della rosa, questa volta con esito positivo.
Nel 1941, debuttò al Teatro alla Scala in Adriana Lecouvreur, divenendo per vent'anni uno dei primi mezzosoprani del teatro milanese e cantandovi stabilmente fino alle recite di addio in Hansel e Gretel nel 1959. Si esibì inoltre nei maggiori teatri italiani (in particolare all'Arena di Verona, dove apparve regolarmente dal 1946 al 1954) ed europei (Svizzera, Francia, Spagna, Bulgaria), oltre che in Sudamerica ed Egitto.
Dopo il ritiro dalle scene liriche visse anche una breve, ma significativa carriera cinematografica, apparendo in sette film tra il 1963 e il 1968. Di particolare rilevanza: Il boom (1963), I nostri mariti (1966) e Il medico della mutua (1968).
Il 14 gennaio 2022, il consolato della Repubblica di Bulgaria in Italia, in associazione con il Comune di Genova, le ha dedicato una targa nel parco del Conservatorio "Niccolò Paganini".

## Repertorio
- Vincenzo Bellini
  - Norma (Adalgisa, Clotilde)
- Georges Bizet
  - Carmen (Carmen)
- Arrigo Boito
  - Nerone (Rubria)
- Francesco Cilea
  - Adriana Lecouvreur (Principessa di Bouillon)
- Gaetano Donizetti
  - La Favorite (Leonora)
- Umberto Giordano
  - Fedora (Fedora)
- Christoph Willibald Gluck
  - Orfeo ed Euridice (Orfeo)
  - Iphigénie en Aulide (Clitennestra)
- Engelbert Humperdinck
  - Hansel e Gretel (La strega)
- Pietro Mascagni
  - Cavalleria rusticana (Santuzza)
  - Parisina (Stella dell'Assassino)
- Claudio Monteverdi
  - L'incoronazione di Poppea (Ottone)
- Modest Petrovič Musorgskij
  - Chovanščina (Marfa)
- Lorenzo Perosi
  - La risurrezione di Cristo (Maria)
- Ildebrando Pizzetti
  - Ifigenia (Clitennestra)
  - La figlia di Jorio (Candia della Leonessa)
- Amilcare Ponchielli
  - La Gioconda (Laura)
- Ottorino Respighi
  - La fiamma (Eudossia)
- Gaspare Spontini
  - La vestale (La gran vestale)
  - Olimpia (Statira)
- Richard Strauss
  - Elektra (Clitennestra)
  - Il cavaliere della rosa (Annina)
- Giuseppe Verdi
  - Oberto, Conte di San Bonifacio (Cuniza)
  - Rigoletto (Maddalena)
  - Il trovatore (Azucena)
  - Un ballo in maschera (Ulrica)
  - La forza del destino (Preziosilla)
  - Don Carlo (Eboli)
  - Aida (Amneris)
  - Falstaff (Quickly)
- Richard Wagner
  - Lohengrin (Ortruda)
  - Tristano e Isotta (Brangania)
  - La Valchiria (Brunilde)

## Discografia
| Anno | Opera                | Ruolo                   | Cast                                                               | Direttore           | Etichetta           |
| ---- | -------------------- | ----------------------- | ------------------------------------------------------------------ | ------------------- | ------------------- |
| 1939 | L'Orfeo              | Silvia                  | Enrico de Franceschi, Ginevra Vivante                              | Ferrucio Calusio    | La Voce del Padrone |
| 1949 | Adriana Lecouvreur   | Principessa di Bouillon | Mafalda Favero, Nicola Filacuridi, Luigi Borgonovo                 | Federico Del Cupolo | Colosseum/RCA       |
| 1951 | La Vestale           | La gran Vestale         | Maria Vitale, Renato Gavarini, Alfredo Fineschi                    | Fernando Previtali  | Cetra               |
| 1953 | Cavalleria rusticana | Santuzza                | Mario Del Monaco, Aldo Protti                                      | Franco Ghione       | Decca               |
| 1954 | Don Carlo            | Principessa d'Eboli     | Mario Filippeschi, Boris Christoff, Antonietta Stella, Tito Gobbi  | Gabriele Santini    | HMV                 |
| 1954 | La forza del destino | Preziosilla             | Maria Callas, Richard Tucker, Carlo Tagliabue, Nicola Rossi-Lemeni | Tullio Serafin      | Columbia/EMI        |

## Filmografia
- Lohengrin, regia di Max Calandri (1947) - doppiaggio di Ortruda
- Il boom, regia di Vittorio De Sica (1963)
- La mia signora, episodio "I miei cari", regia di Mauro Bolognini (1964)
- Sedotti e bidonati, regia di Giorgio Bianchi (1964)
- Gli amanti latini, episodio "L'irreparabile", regia di Mario Costa (1965)
- I nostri mariti; episodio "Il marito di Roberta", regia di Luigi Filippo D'Amico (1966)
- Quando dico che ti amo, regia di Giorgio Bianchi (1967)
- Il medico della mutua, regia di Luigi Zampa (1968)